# Théodore Didier Delamarre
Pour les articles homonymes, voir Delamarre.
Théodore Didier Delamarre, ou Théodore Delamarre, né le 8 août 1824 à Paris où il est mort le 22 octobre 1889, est un peintre français.

## Biographie
Théodore Didier Delamarre de Monchaux est le fils de Théodore-Casimir Delamarre, négociant, et de Madeleine Héloïse Martin. Il sera l'oncle de Marcel Delamarre de Monchaux.
Élève de Gabriel Bouret et d'Auguste Loyer, il expose au Salon de 1859 à 1884.
Le 16 août 1849, il épouse à Paris, Félicie Mathilde Lyautey, la fille du général Hubert Joseph Lyautey.
Peintre de paysage à ses débuts, il est appelé le sinographe car il aime représenter les figures orientales. En 1862, il publie dans Le Progrès sur la civilisation chinoise.
Il est élevé au rang de Chevalier de la Légion d'honneur en 1865.
Il meurt à son domicile de la rue Marbeuf à l'âge de 65 ans. Il est inhumé le 24 au cimetière du Père-Lachaise.

## Œuvres dans les collections publiques
- Besançon, musée des Beaux-Arts et d'Archéologie : Saint Jérôme[7],[8],[9]
- Lille, palais des Beaux-Arts : Chinoiserie (ou Un magasin en Chine)[10]
- Mulhouse, musée des Beaux-Arts : Le marchand de thé[7]
- Orléans, musée des Beaux-Arts : Jeune chinois lettré écrivant au pinceau[11]
- Paris, théâtre de l'Odéon : La leçon de lecture[7]

## Œuvres exposées aux Salons parisiens
- Saint Jérôme, au Salon de 1859
- La via mala, au Salon de 1859
- Le marchand de thé de Canton, au Salon de 1861
- Le peintre de lanternes de Canton, au Salon de 1861
- Pêcheurs chinois (fleuve de Canton), au Salon de 1861, dessin
- L’occidentaliste de Shang-Hai, au Salon de 1861
- La leçon de lecture, au Salon de 1863
- Tête de jeune hollandais, au Salon de 1863, étude
- Tête de vieille femme, au Salon de 1863, étude
- Intérieur chinois à Canton, au Salon de 1864
- Le jeune malade, au Salon de 1864
- Marchand chinois comptant ses sapèques, au Salon de 1866
- Causeurs chinois, au Salon de 1867
- La rentrée à la factorerie, au Salon de 1868
- Le jeune portefaix chinois : scène cantonnaise, au Salon de 1868, dessin
- Lecture chez un mandarin, au Salon de 1869
- Un mandarin chez lui, au Salon de 1869
- Le jeune chasseur à pied, à Péking, au Salon de 1870
- La pipe à opium, au Salon de 1872
- Jeune mandarin écrivant au pinceau, au Salon de 1873
- Jeune mandarin écrivant au pinceau, au Salon de 1874
- Pèlerins japonais revenant du mont Fusi-Yama, au Salon de 1874
- Le fils du mandarin, au Salon de 1875
- Le départ des Béarnais, au Salon de 1876
- Le mandarin et son fils, au Salon de 1876
- Chinoise au marché, au Salon de 1877
- Intérieur d’une maison de thé, en Chine, au Salon de 1878,
- Chevaux et cavaliers mongols, au Salon de 1879
- Portrait de M. Émile de L., au Salon de 1880, pastel
- Étudiant chinois, au Salon de 1882
- La conversation chinoise ; gouache, au Salon de 1884

Œuvres de Théodore Didier Delamarre
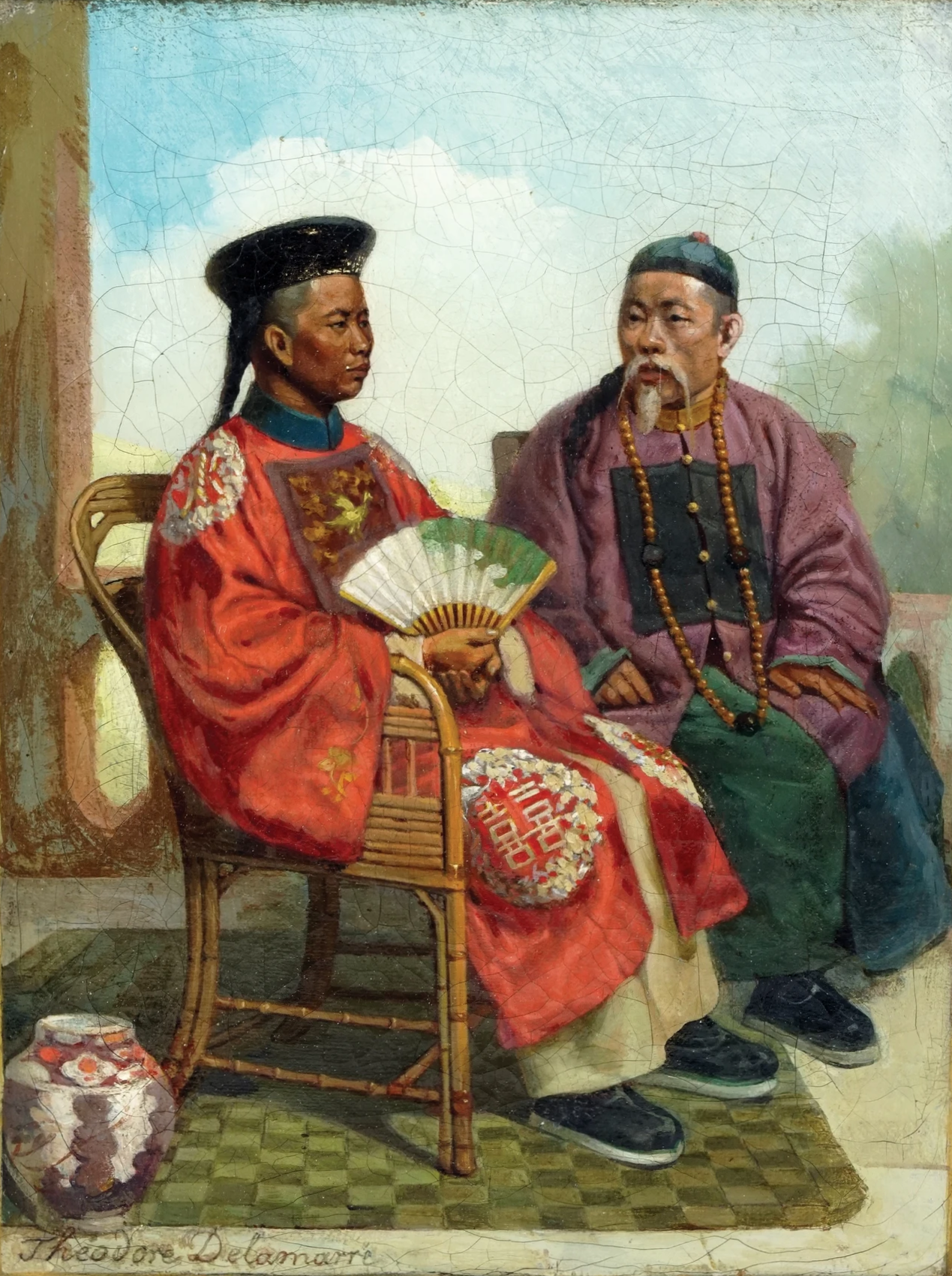
Conversation orientale.
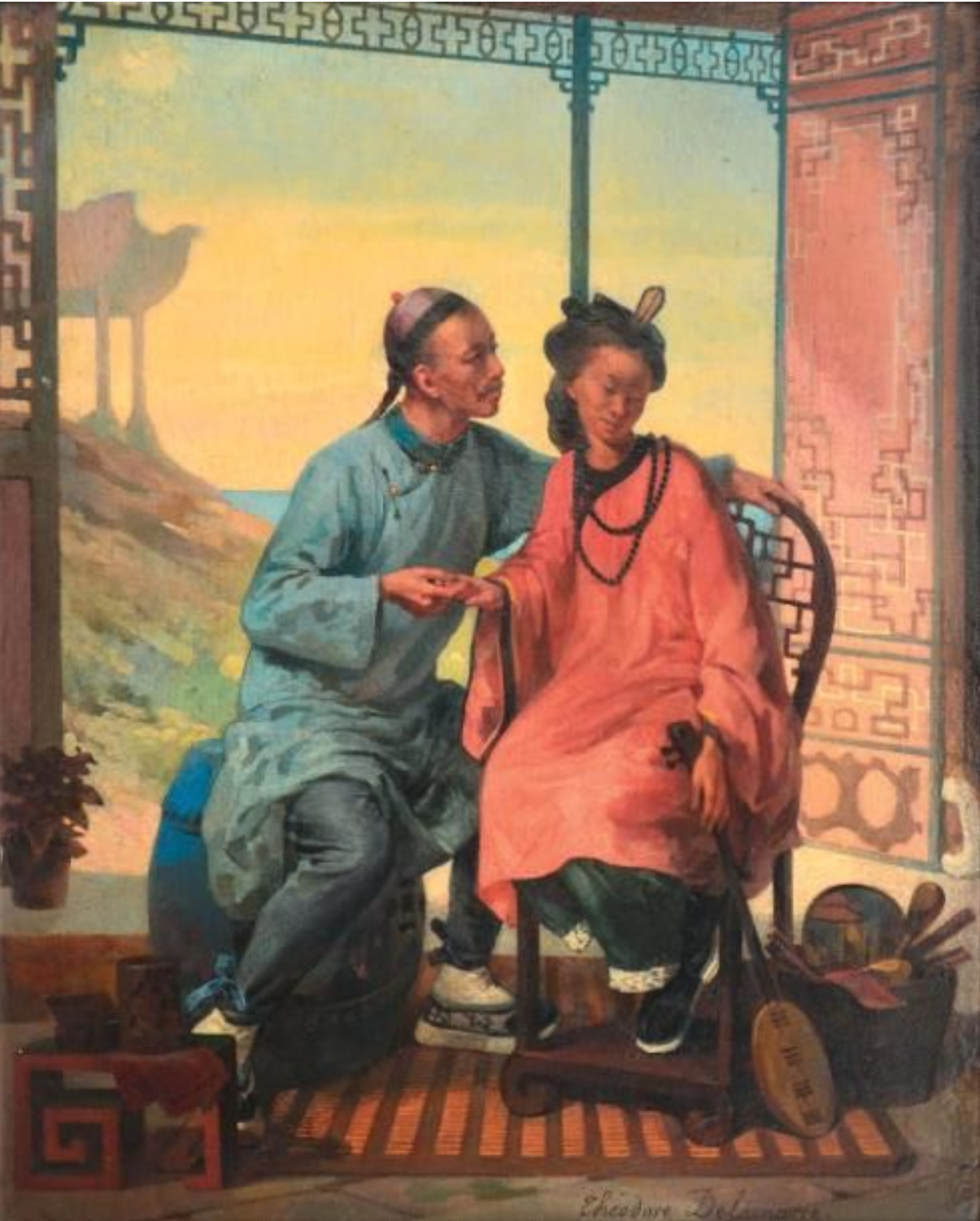
La déclaration chinoise.
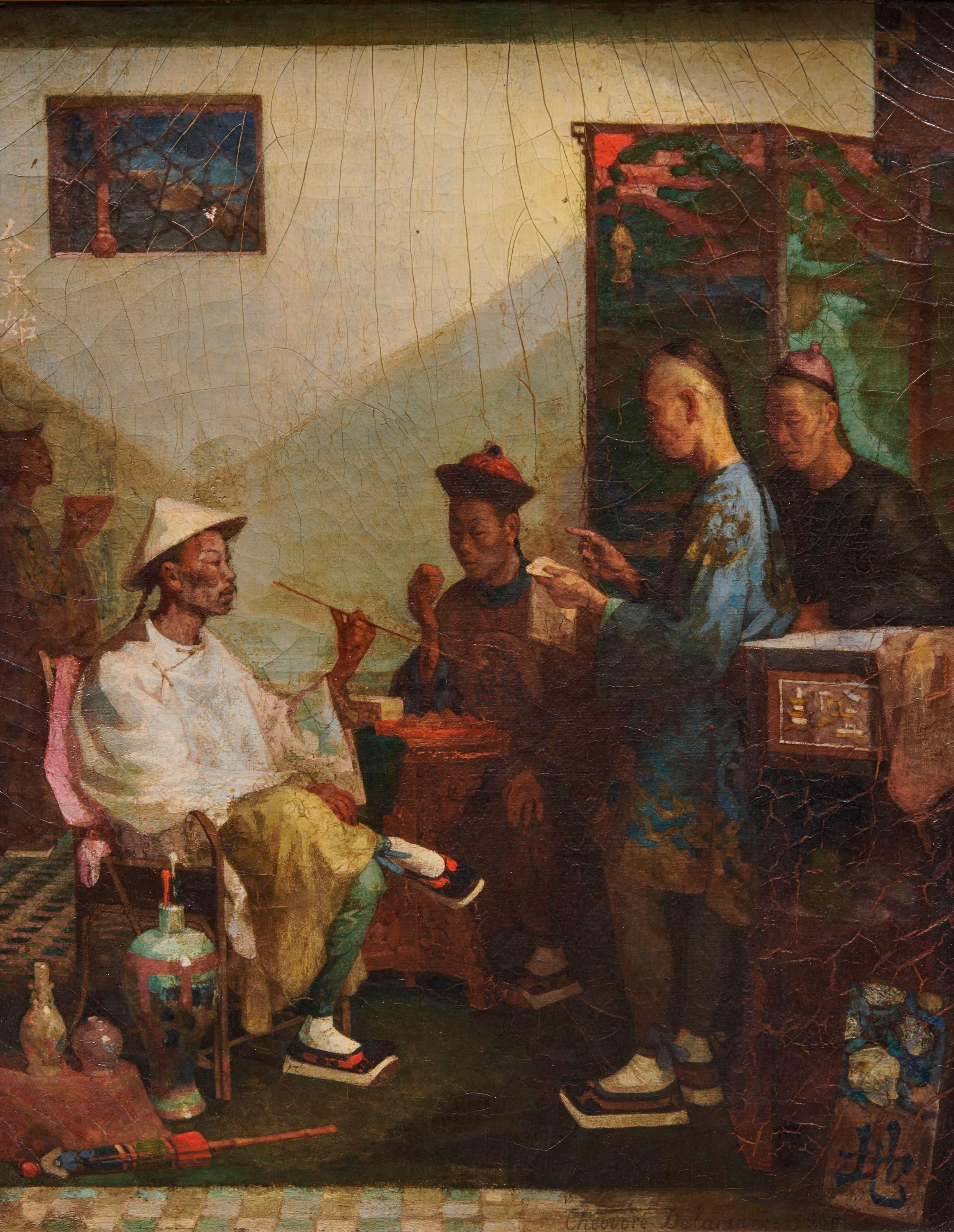
Scène d'intérieur.
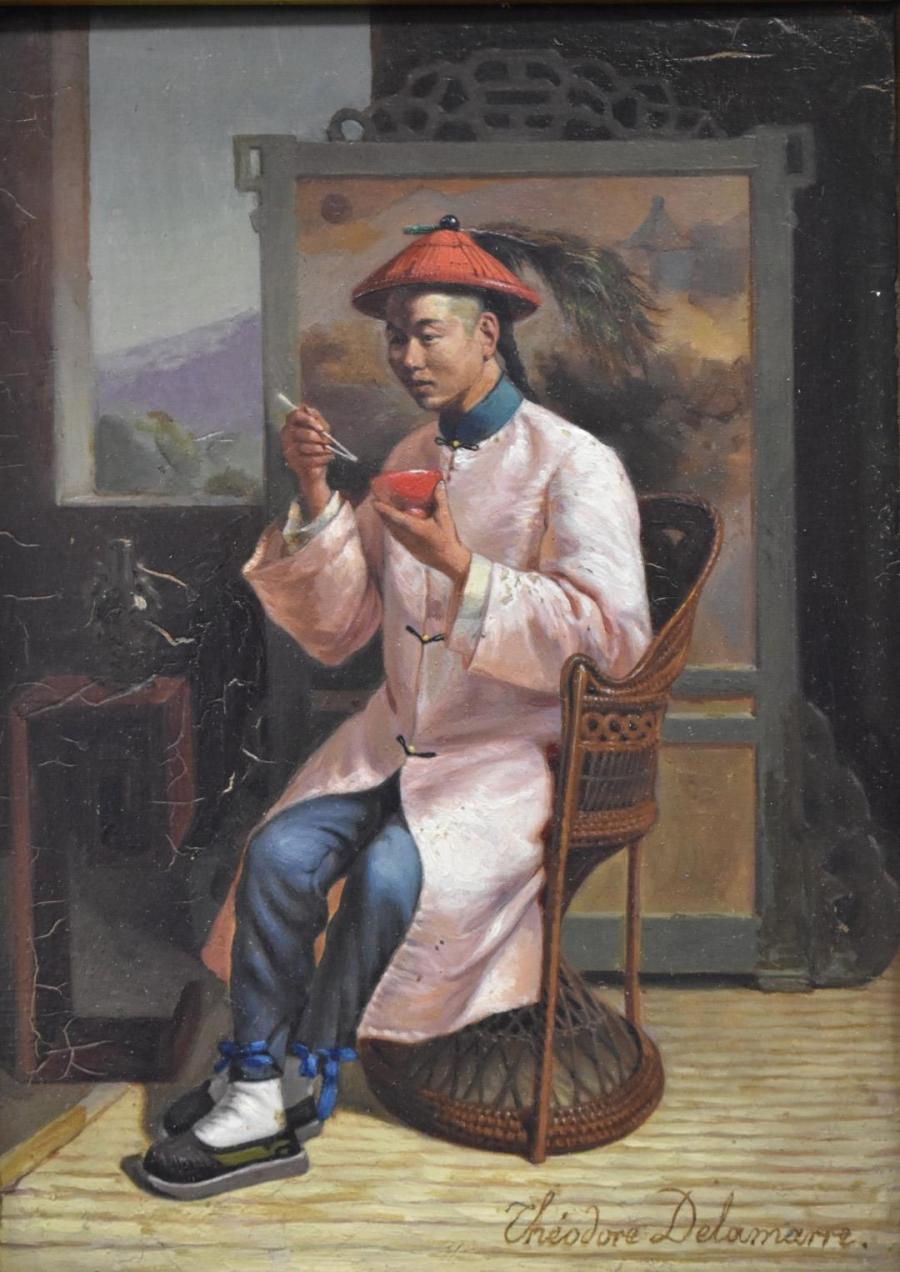
Dignitaire chinois au bol de riz.
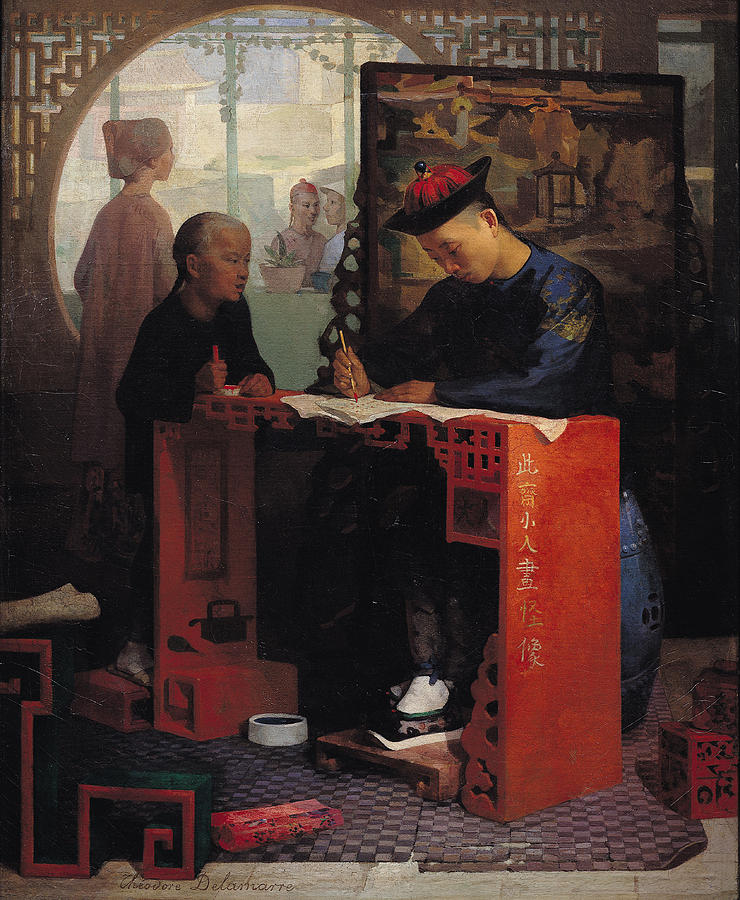
Jeune chinois lettré écrivant au pinceau.
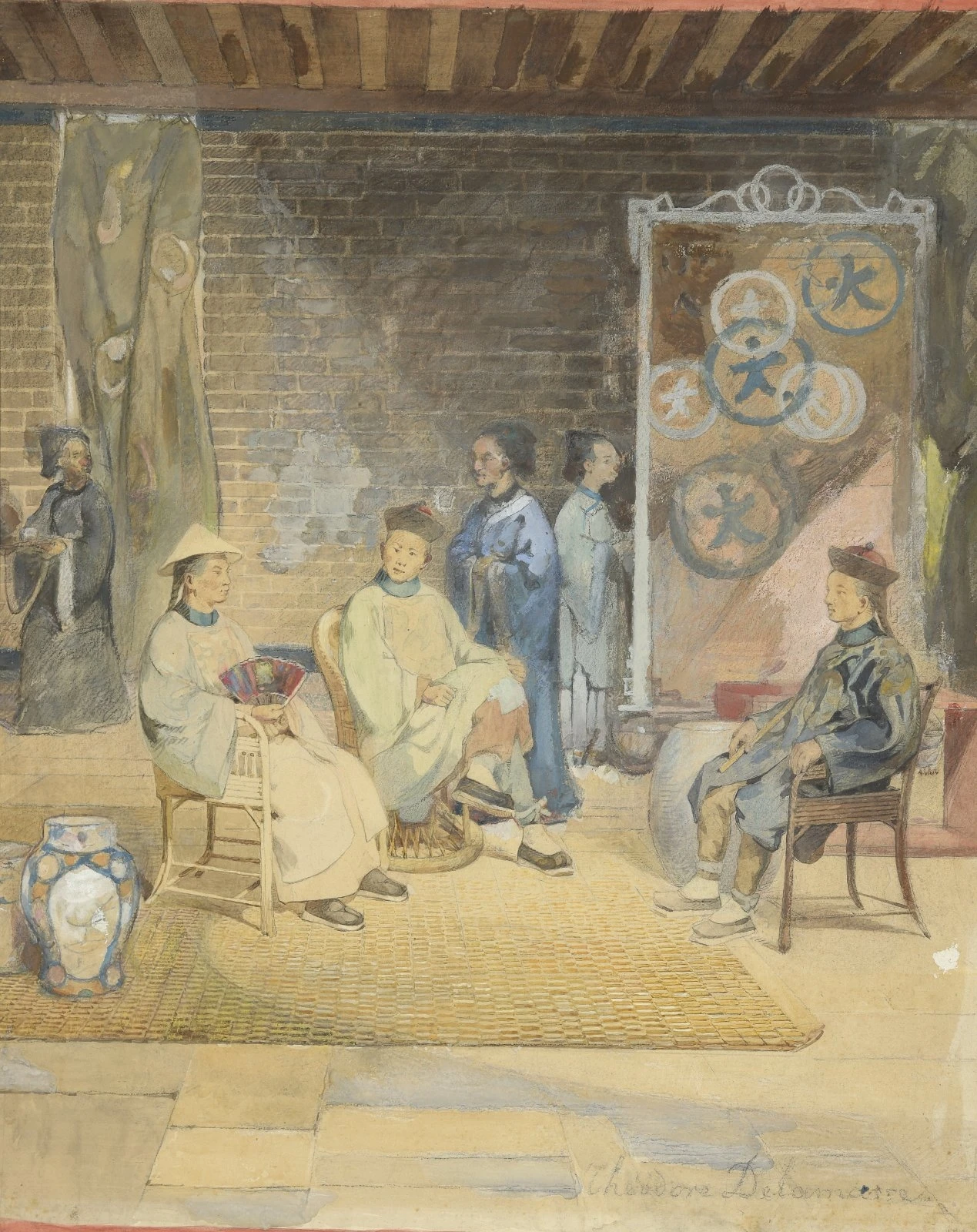
Conversation de mandarins.
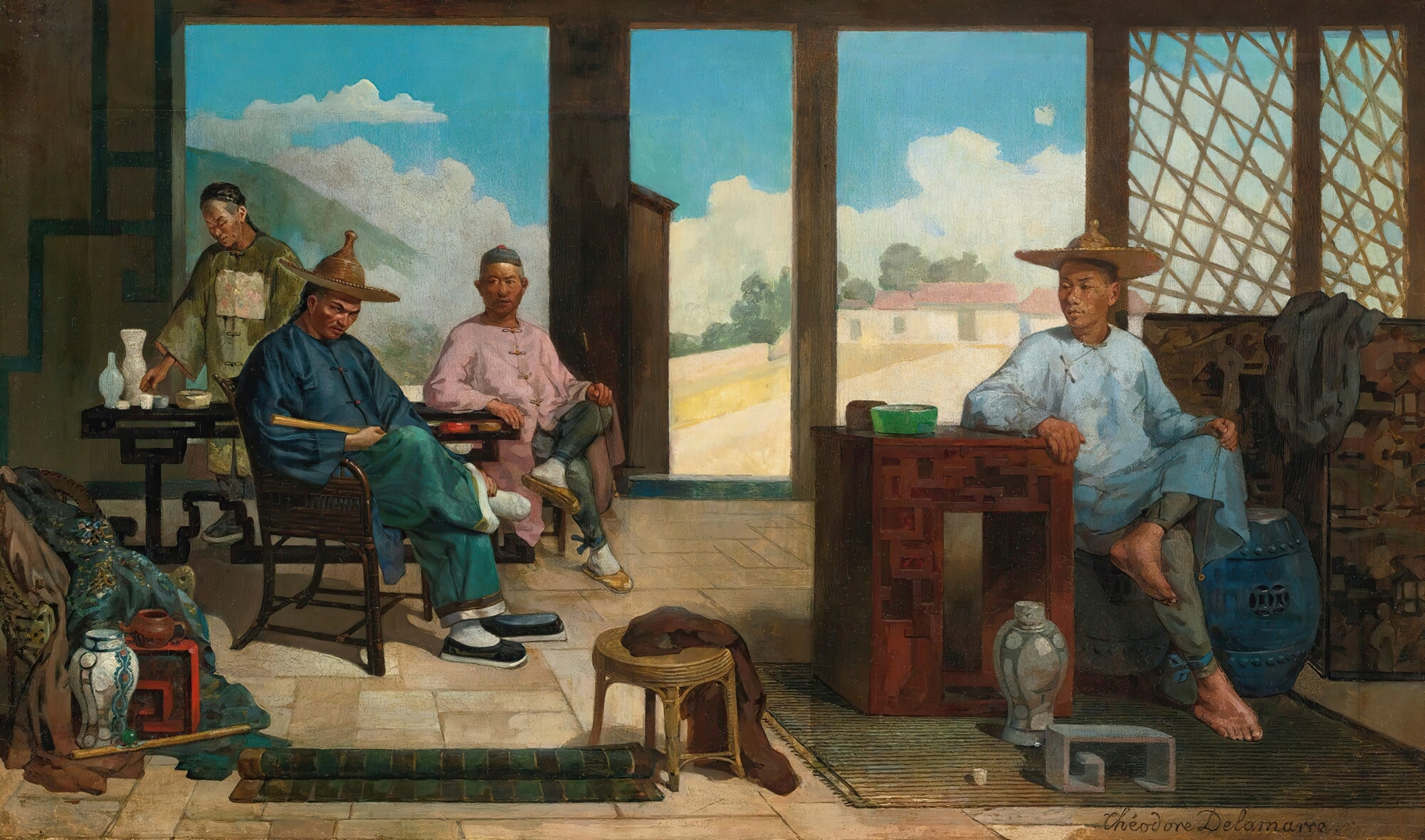
Repos de l'après midi.
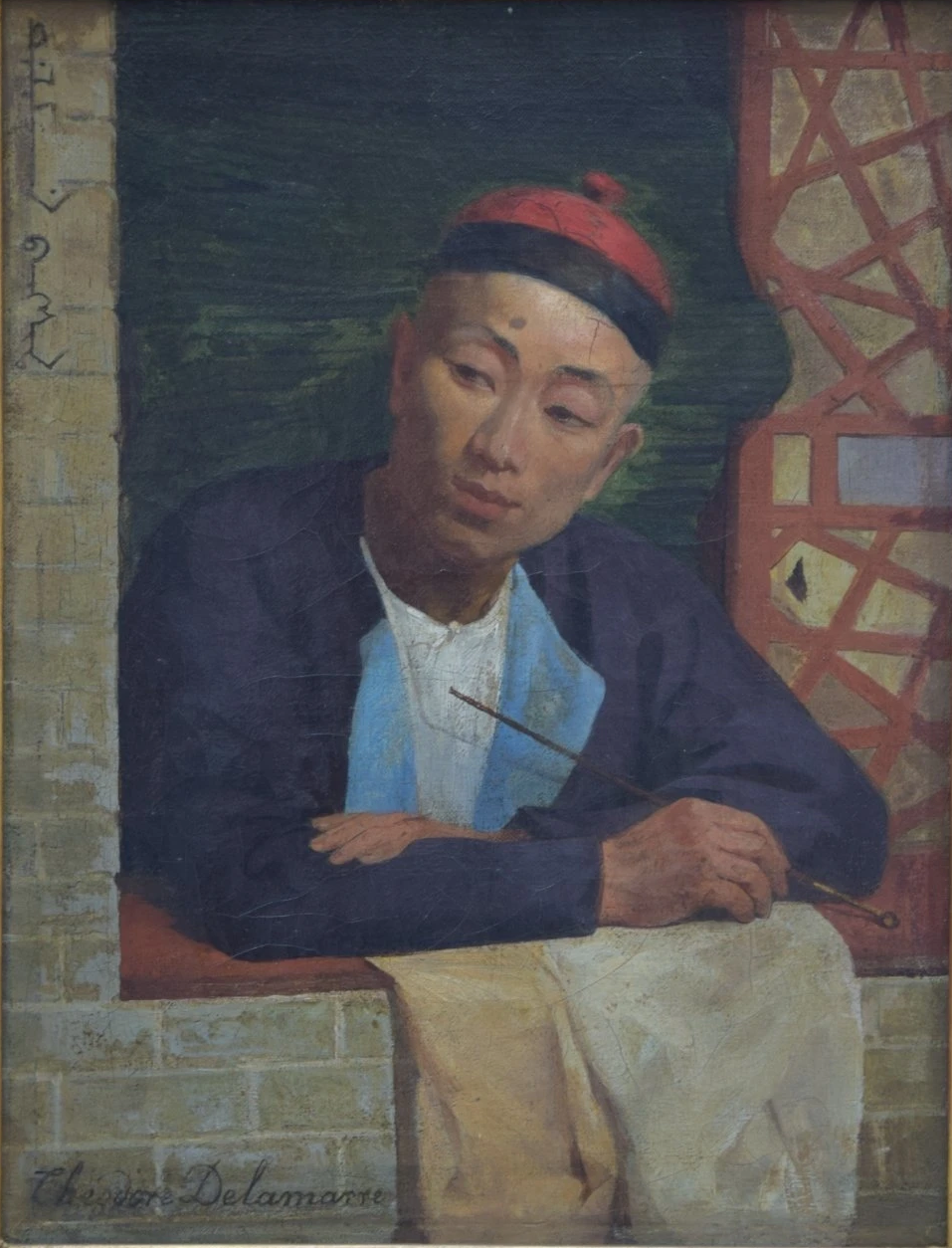
Mandarin à la pipe à opium.
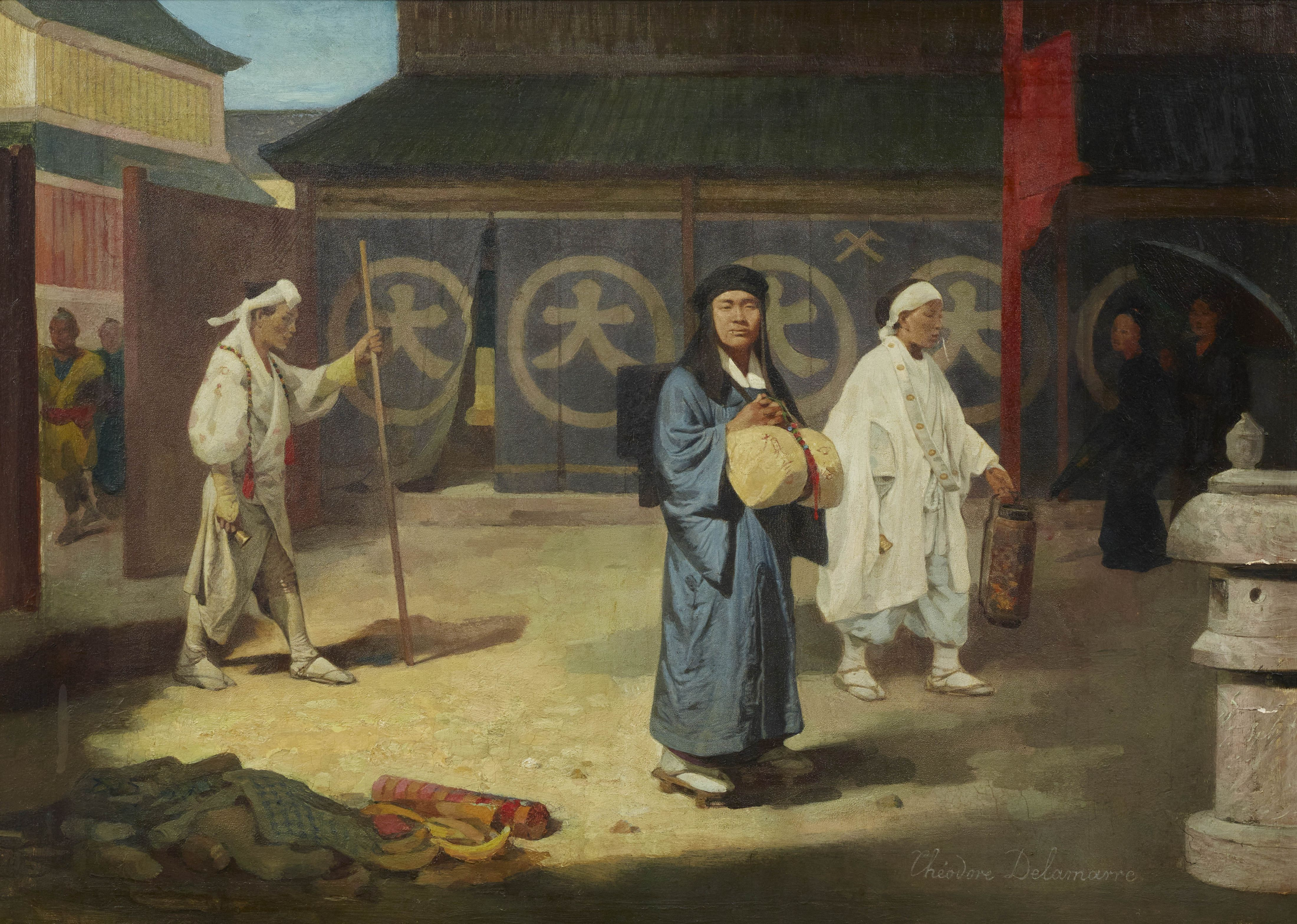
Pèlerins japonais revenant du mont Fujiyama.